# Mandarina
Mandarina ili mandarinka (lat. Citrus reticulata) je biljka iz porodice Rutaceae, a pripada rodu Citrusa. Mandarine su zimzelene biljke, narastu do oko 3 metra visine, sa širim listovima od ostalih citrusa. Najbolje uspijeva u suptropskim krajevima jer je osjetljiva na hladnoću, posebno na temperature ispod ništice. U hrvatskim krajevima mandarina najbolje uspijeva u dolini Neretve gdje su odlični uvjeti za plantažno uzgajanje vrlo kvalitetnih sorti unšiu mandarina koje se uzgajaju od 1934. godine.

## Vrste i karakteristike
Sorta unšiu (Unshiu, Satsuma) je sortna grupa japanskih mandarina, kojih ima više od 200. Zbog otpornosti na hladnoću (može izdržati kraća razdoblja hladnoće i do -10°C) postala je glavna sorta uzgoja u hrvatskim krajevima, posebno u dolini Neretve. Cvjeta rano s mirisnim bijelim cvjetovima. Plodovi su sočni i slatki, skoro bez sjemenki. Sazrijeva u jesen.
U nešto manjem obujmu u nas se uzgajaju i druge sorte kao što su klementine (na Dubrovačkom području poznat kao aleksandrin) i sorta havana (domaća mandarina, narančin). 
Klementina je manje otporna na hladnoću, plodovi su joj slađi i ukusniji od sorte unšiu, bez sjemenki. Manja je od mandarine te je crvenkaste boje, a sazrijeva negdje oko prosinca. Sorta havana kasno sazrijeva, u siječnju ili čak veljači, plod je pun sjemenki, te ga mnogi zbog toga izbjegavaju. Vrlo je mirisan i boljeg okusa od sorte unšiu.

## Kemijski sastav
| 100g mandarine sadrži: |         |         |         |        |        |          |           |
| kcal                   | kJ      | voda    | masnoće | kalij  | kalcij | Magnezij | Vitamin C |
| 46-50                  | 195-210 | 85-87 g | 0,3 g   | 210 mg | 33 mg  | 11 mg    | 30 mg     |

## Vanjske poveznice
|  | Zajednički poslužitelj ima stranicu o temi Citrus reticulata    |
|  | Zajednički poslužitelj ima još gradiva o temi Citrus reticulata |
|  | Wikivrste imaju podatke o taksonu Citrus reticulata             |